# Andrena prunella
Andrena prunella är en biart som beskrevs av Warncke 1974. Andrena prunella ingår i släktet sandbin, och familjen grävbin. Inga underarter finns listade i Catalogue of Life.